# Podaena maclellani
Podaena maclellani är en skalbaggsart som först beskrevs av Peter Zwick 1975.  Podaena maclellani ingår i släktet Podaena och familjen vattenbrynsbaggar. Inga underarter finns listade i Catalogue of Life.